# Nakajima Ki-84 Hayate
Обозначение японского истребителя Frank, следует другое обозначение советского истребителя Як-9.
 Истребитель И-4 (Буря) Сухопутных войск Императорской Японии  (яп.  Рикугун ёнсики сэнтоки (Хаятэ)/Накадзима Ки хатиён) — одноместный цельнометаллический истребитель Сухопутных войск Императорской Японии конца Второй мировой войны. Разработан в КБ Накадзима как единый истребитель для замены И-1 и И-2 предыдущего поколения. Производился средней серией с 1943 г., всего произведено более 3,5 тыс. ед., что сделало И-4 третьим самым массовым истребителем Вооруженных сил Императорской Японии после И-0 ВМС (11 тыс. ед.) и И-1 Сухопутных войск (6 тыс. ед.). Условное обозначение ВВС США Фрэнк (Frank). Считался лучшим истребителем Сухопутных войск Императорской Японии.

## История

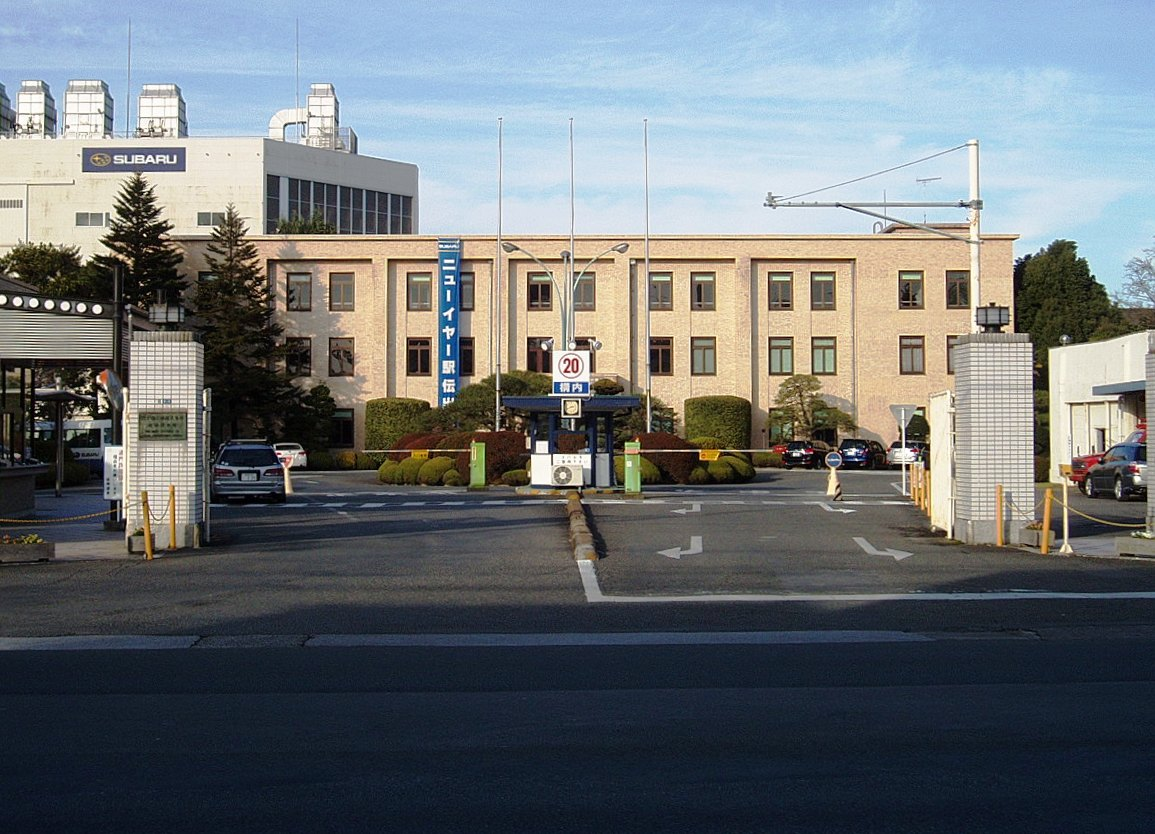
Заводоуправление Накадзима-Ота
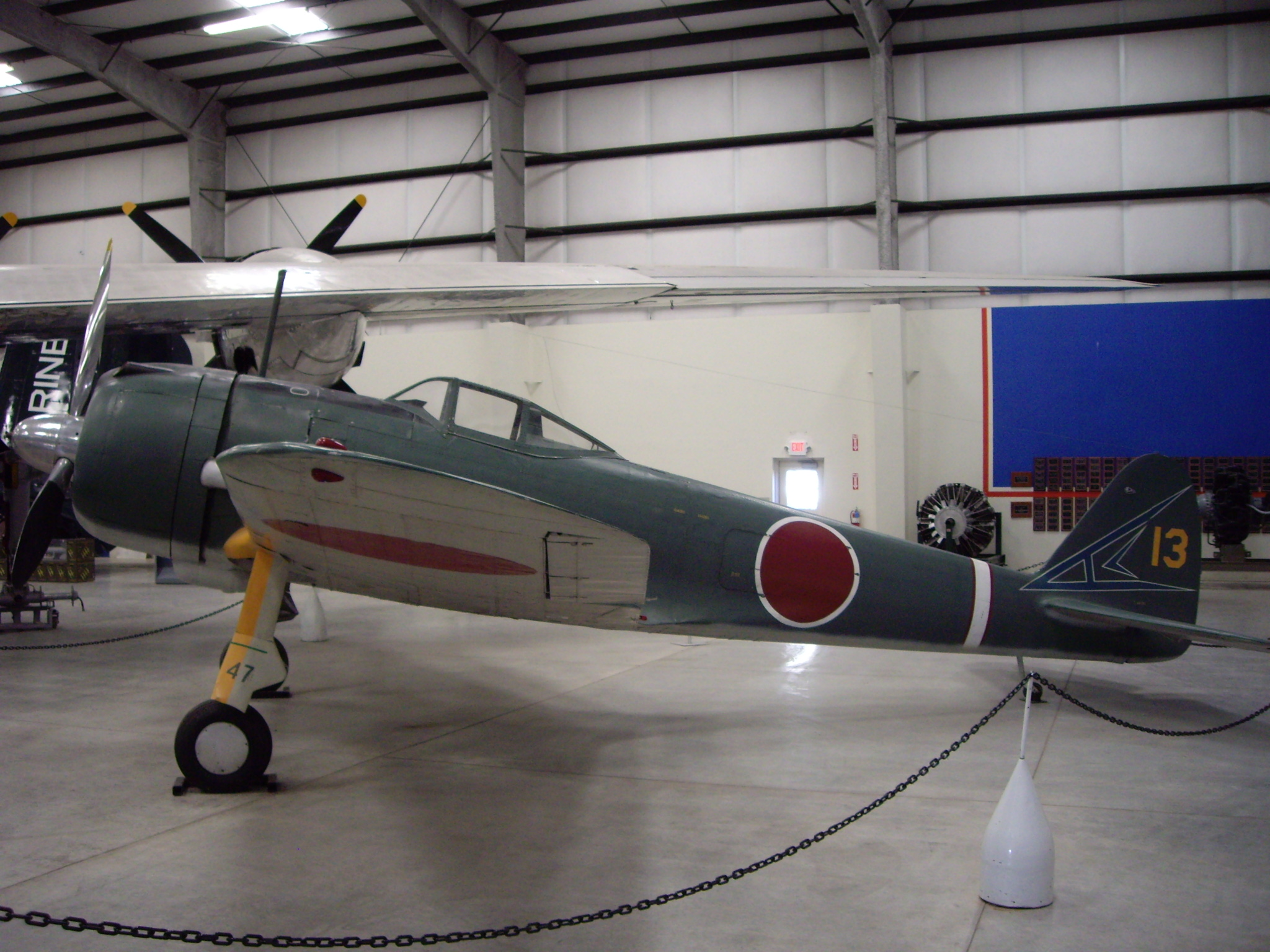
И-1
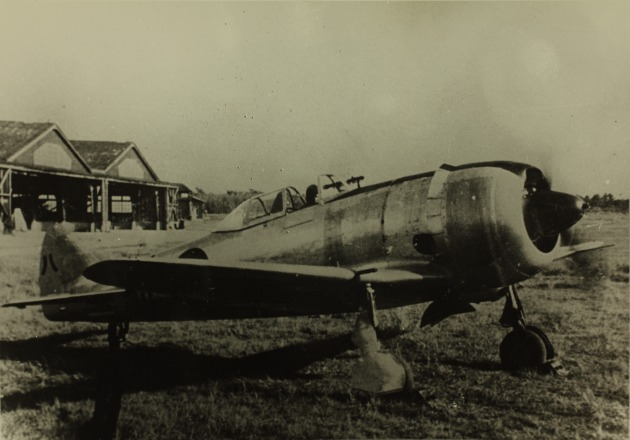
И-2
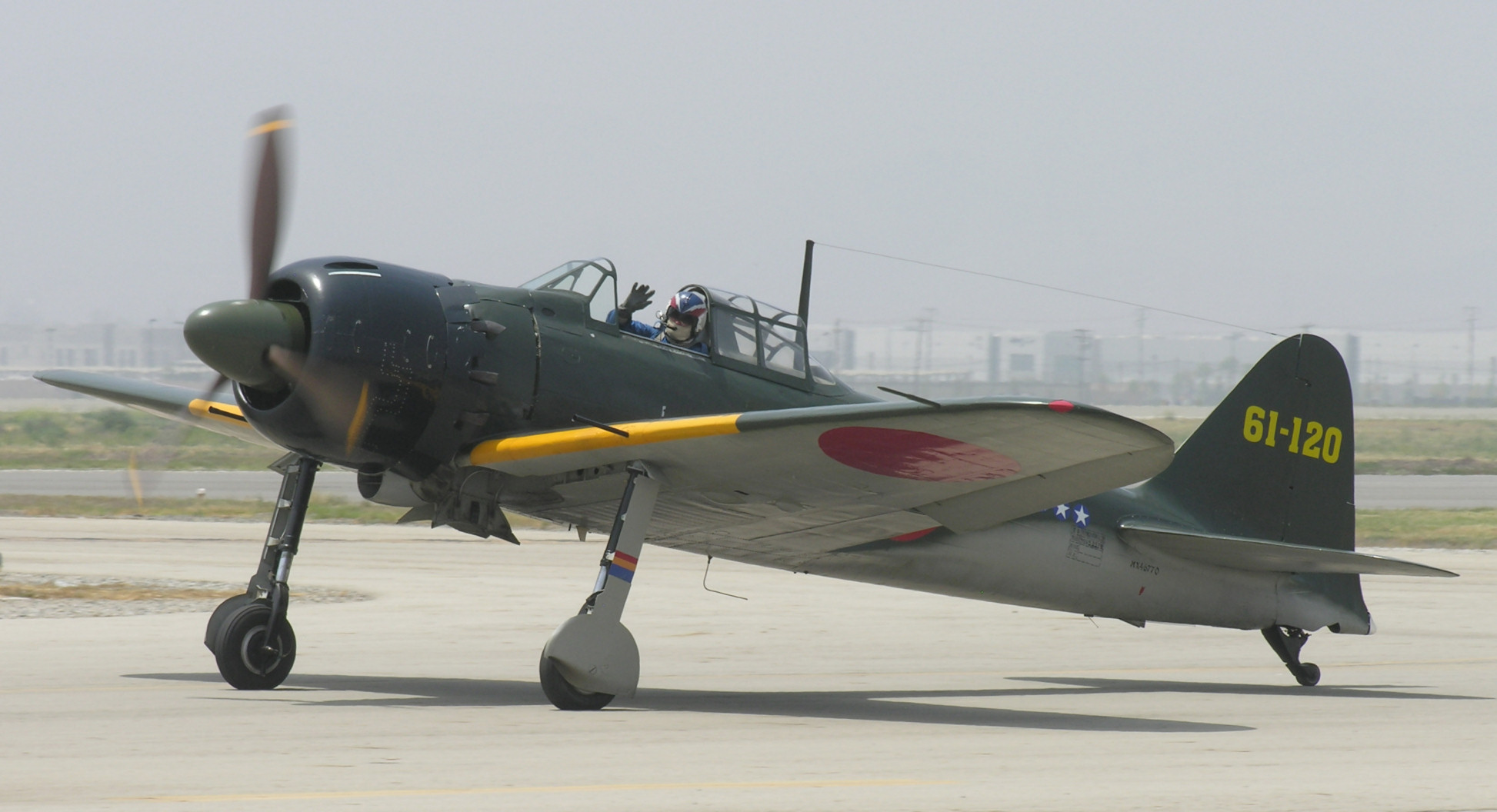
И-0 ВМС

### ТТЗ Сухопутных войск
В конце 1941 г. ГУ авиации Сухопутных войск Императорской Японии обратилось в авиационное КБ Накадзима с просьбой разработать единый истребитель на базе перехватчика И-2 с большей маневренностью.
Позиция Сухопутных войск по перспективному единому истребителю включала требования:
- скорость до 700 км/ч
- авиадвигатель Д-45 (Накадзима-Слава, радиальный, 18-цил.)
- барражирование 90 мин. на удалении 400 км от аэродрома с воздушным боем в зоне
- пушечно-пулеметное вооpужение
- защита летчика и топливных баков

### Проектирование и испытания

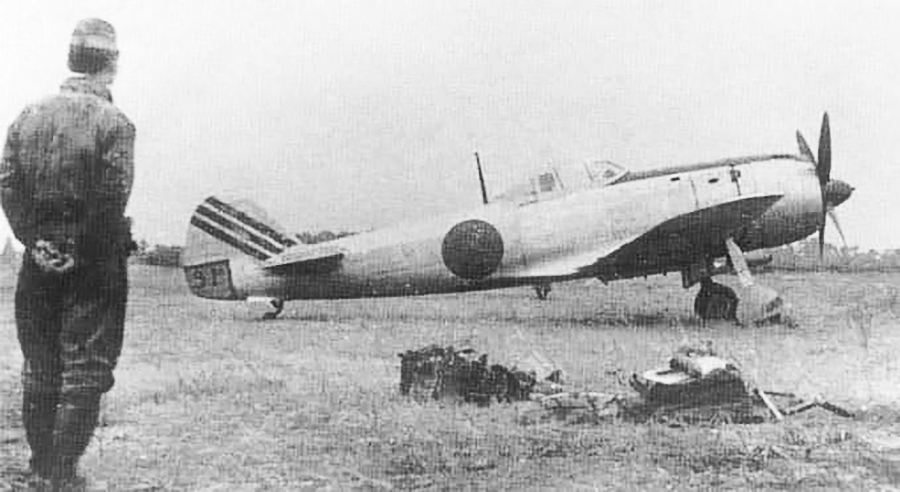
Машина ИАЭ №73 (в/ч Токородзава

После маневренных И-97 и И-1 и перехватчика И-2 коллективом КБ Накадзима под руководством главного конструктора Я. Коямы был разработан единый истребитель под заводским шифром Ки. 84. Aванпроект единого истребителя Сухопутных войск представлял И-2 с двигателем Д-45, новым крылом и увеличенным запасом топлива. ГУ авиации Сухопутных войск планировало ввод единого истребителя в строй одновременно на всех ТВД. В процессе проработки росли требования к дальности и при сохранении маневренности на уровне фронтового И-1. Сочетание требований определило ограничение нагрузки на крыло до 155 кг/кв. м., что не вписывалось в конструкцию И-2. С запасом топлива, бронеспинкой и протектором баков проектная масса составила более 3 т, что резко увеличило нагруженность крыла. Было принято решение об увеличении площади крыла до 21 м². (пустой вес нового проекта равнялся снаряженному весу И-2). После подготовки проектной и технической документации весной 1942 г. на заводе Накадзима-Ота была начата постройка опытной партии.
В первой половине 1943 г. опытная пара с Д-45 (до 1,8 тыс. л. с.), выхлопными коллекторами, подкрыльевыми ПТБ и незакапотированным вооружением прошла испытания на заводском аэpодpоме Одзима, после чего была передана НИИ авиации (в/ч Татикава) и управлению авиаприемки Сухопутных войск (в/ч Фусса). Весной 1943 г. летчик-испытатель Сухопутных войск (майор управления авиаприемки Д. Ивахаси) дал лестную характеристику машине в присутствии коллектива конструкторов. На войсковых испытаниях была выявлена вибрация ВИШ и отказы Д-45, и по предложению командира ИАЭ авиаприемки (сын начальника ГУ авиации, майор Ё. Арамаки) была заказана вторая установочная партия из 10 машин. В 1943 г. до 100 ед. предсерийных машин прошли расширенные испытания в НИИ авиации и управлении авиаприемки. На испытаниях горизонтальная скорость превысила 620 км/ч, что было ниже требований заказчика, но выше скорости строевых машин. На машинах проводились технологические и конструктивные доработки (перепроектирован стабилизатор и руль поворота для повышения взлетной устойчивости), в начале 1944 гг. на о. Хоккайдо несколько машин оснастили лыжами на стойках в корневой части крыла. Весной 1944 г. истребитель был принят на вооружение авиации Сухопутных войск под шифром И-4  (яп.  Рикугун ёнсики сэнтоки). В ходе замены с 1944 г. цифровых шифров авиатехники на имена собственные И-4 получил обозначение Буря  (яп.  Хаятэ).

## Имидж
В 1944 г. Сухопутные войска начали переход на новую систему строевых шифров авиатехники. Уже с 1942 г. ЛА получали как прежний цифровой, так и новый словесный шифр, в том числе И-1, И-2, И-3, ДИ-2 (Сокол, Бесогон, Ласточка, Змей-убийца)  (яп.  Хаябуса, Сёки, Хиэн, Торю). Сухопутные войска предпринимали большие усилия для популяризации действий своей авиации. Визитной карточкой авиации Сухопутных войск стали истребители Сокол и Буря. Осенью 1944 г. на военном аэродроме Токородзава новые истребители были представлены прессе и личному составу Сухопутных войск в составе ИАЭ № 73. Весной 1945 г. осакская редакция газеты Майнити писала:
...прекрасное имя для бурей реющего над противником истребителя наших Вооруженных сил
Буря Сухопутных войск.
Хаятэ-но мэймэй. Рику-но сайсинъэй сэнтоки, Осака майнити симбун, 01.04.1945 г.
В летнем выпуске кинохроники № 254 за 1945 г. под военный марш Отряд Буря был продемонстрирован военный парад авиации Сухопутных войск и ВМС с комбинированными съемками группового пролёта новейшего И-4 Сухопутных войск и берегового перехватчика ВМС Гром. В комментарии к кинохронике говорилось:
...И-4 – это Буря решающего сражения с грозящим стране предков противником
 (следующий выпуск № 255 от 6 сентября был посвящен безоговорочной капитуляции (Священное решение 14 августа. День окончания войны за Великую Азию.  (яп.  Сэйданхай-су. Дайтоасэнсо сюкэцу. Сёва нидзюнэн хатигацу дзюёкка.).

## Конструкция и производство

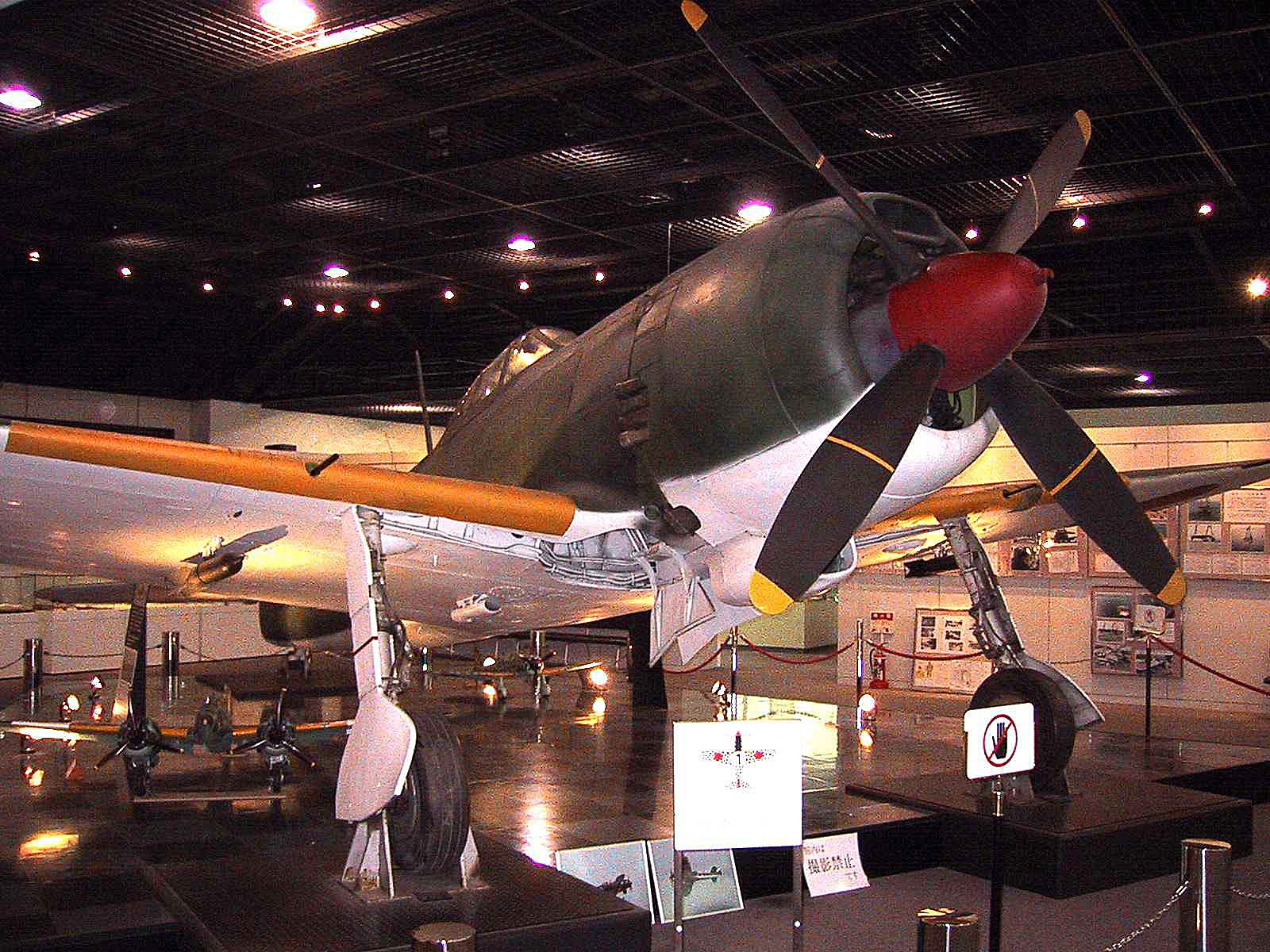
И-4 ИАЭ №11 Сухопутных войск
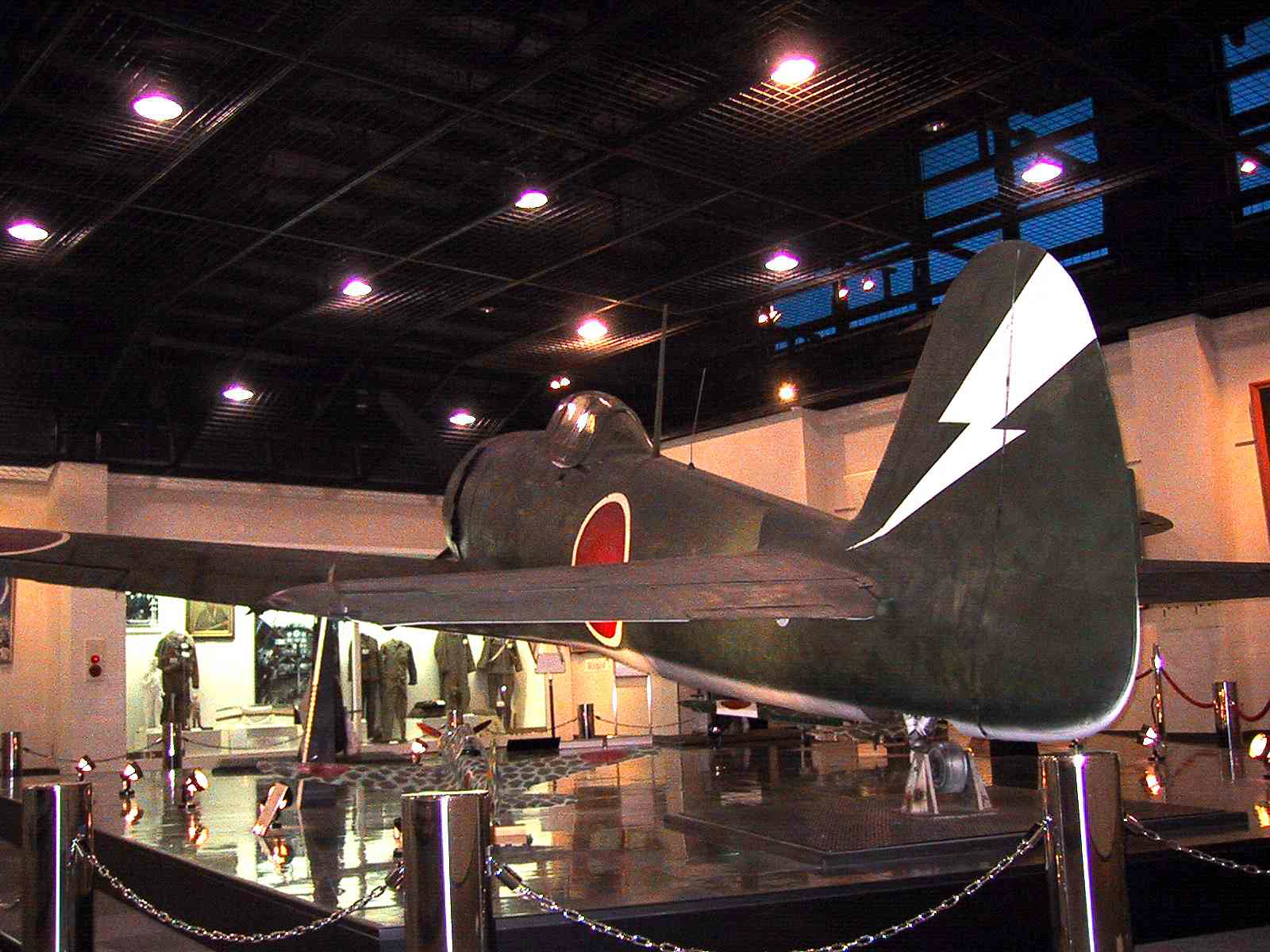
ОЗ ИАЭ №11 - белая молния на киле
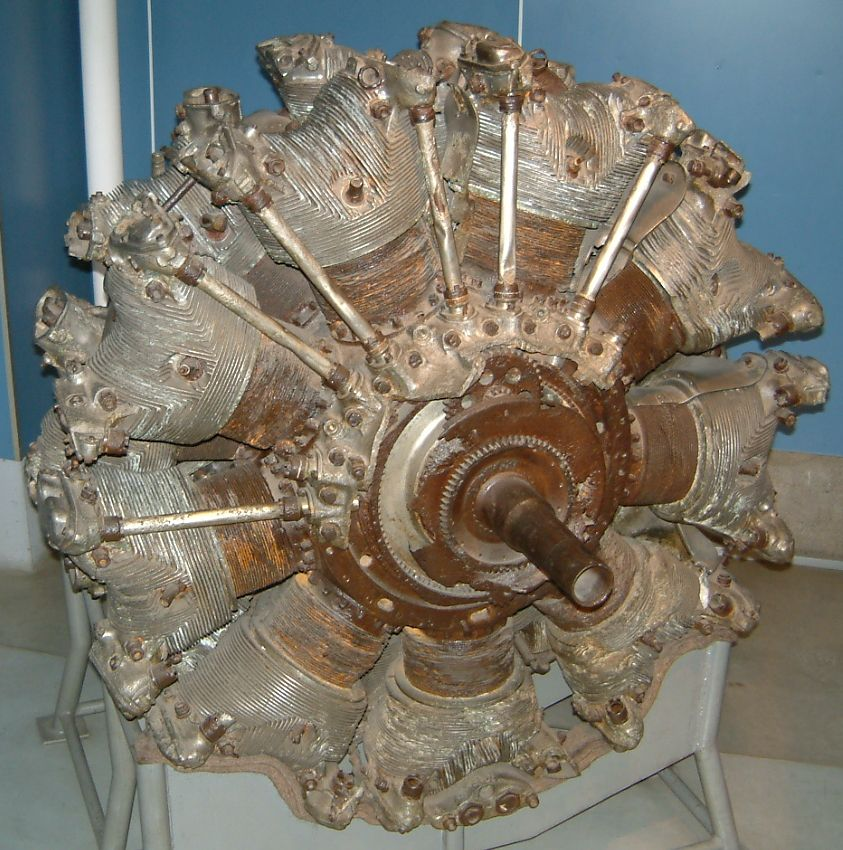
Авиадвигатель Д-45

И-4 разрабатывался как легкая компактная машина с радиальным двигателем воздушного охлаждения мощностью до 2 тыс. л. с.
Конфигурация фюзеляжа представляла собой переработанную и удлиненную в хвостовой части конструкцию предыдущего поколения (И-1 и И-2). Особенностью машин Накадзима была тонкая разъемная хвостовая часть, однако для снижения турбулентности при активном маневрировании на И-4 была применена более стабильная к срыву веретенообразная форма фюзеляжа.
Эллиптическое по задней кромке крыло, как и на истребителях предыдущего поколения, снабжалось автоматическими боевыми закрылками с перфорацией. Для курсовой устойчивости низкий и широкий стабилизатор был вынесен назад относительно хвостового оперения, что также являлось особенностью машин КБ Накадзима.
Параллельно с первыми серийными машинами весной-летом 1944 г. завод Накадзима выпустил вторую опытную партию (сорок машин) с реактивными выхлопными патрубками (прирост скорости до 15 км/ч) и подкрыльевыми пилонами для ПТБ и ОФАБ-250. Несколько машин послужили для постройки опытных модификаций N и P с крылом увеличенной площади.
С весны 1944 г. И-4 серийно строились на заводах № 1 и № 4 (Накадзима-Ота и Накадзима-Уцуномия). До лета 1945 г. построено 2,6 тыс. ед. ЛА на заводе Накадзима-Ота, 727 ед. на заводе Накадзима-Уцуномия чуть менее ста лицензионных на авиазаводе Маньчжурия (г. Харбин). С учётом опытных объём производства составил 3,5 тыс. ед. Будучи более технологичным, И-4 при постройке требовал на треть менее человеко-часов, чем И-1 и И-2.

### Серийный выпуск
| Год   |      |      |      |      |     |      |      |      |       |      |      |      |        |
| Год   | Янв. | Фев. | Мар. | Апр. | Май | Июнь | Июль | Авг. | Сент. | Окт. | Ноя. | Дек. | За год |
| ----- | ---- | ---- | ---- | ---- | --- | ---- | ---- | ---- | ----- | ---- | ---- | ---- | ------ |
| 1943  |      |      |      |      |     |      |      | 1    | 1     | 3    | 11   | 8    | 24     |
| 1944  | 9    | 25   | 25   | 97   | 86  | 138  | 145  | 121  | 261   | 301  | 323  | 373  | 1.904  |
| 1945  | 357  | 129  | 216  | 185  | 198 | 168  | 194  | 48   |       |      |      |      | 1.485  |
| Всего |      |      |      |      |     |      |      |      |       |      |      |      | 3.413  |

В таблицу не включены:
- 2 предсерийных прототипа, завершённые постройкой в марте и апреле 1943 года, соответственно[3].
- 94 самолёта Ki-84-I Ko, собранные на авиазаводе Mansyu Hikoki Seizo K.K. в Харбине.[3]

| Согласно USSBS Report: 3.413 | В это количество входят: 3.413 Ki 84-I и Ki-84 II.                                                 |
| Согласно Francillon: 3.514   | В это количество входят: 3.509 Ki 84-I и Ki-84 II, а также 1 Ki-106, 1 Ki-113, 3 прототипа Ki-106. |

## Модификации
- Первая
  - ранняя с парой АП-2 (20 мм) и парой АП-1 (12,7 мм)
  - поздняя с четырьмя АП-2 (20 мм)
- Вторая с турбированным Д-45-Ру

#### Опытные
- 127 предсерийных Ки. 84 с двигателем Д-45
- 4 ед. Ки. 106 с частично деревянной обшивкой и сокращённым вооружением
- Ки. 113 с частичным использованием конструктивной стали
- Ки. 116 с двигателем Д-33 (Мицубиси-Венера)

#### Проекты
- первая модификация с парой АП-155 (30 мм) и парой АП-2 (20 мм)
- третья высотная модификация ПВО
- Ки. 84N/R — с Д-44
- Ки. 84P — с увеличенной площадью крыла

## Характеристики

Общий вид И-4

| И-4                         |                                        |                                                             |
|                             | Модификации                            |                                                             |
| Характеристики              | Первая                                 | Вторая                                                      |
| Технические                 |                                        |                                                             |
| Экипаж                      | 1 чел.                                 | 1 чел.                                                      |
| Длина                       | 9,9 м                                  | 9,9 м                                                       |
| Размах (площадь) крыла      | 11, 3 м (21м²)                         | 11, 3 м (21м²)                                              |
| Высота                      | 3, 4 м                                 | 3, 4 м                                                      |
| Масса пустого (снаряженная) | 2,7 т (3, 6 т)                         | 2,7 т (3, 6 т)                                              |
| Силовая установка           |                                        |                                                             |
| Двигатель                   | Д-45-Ру                                | Д-45-Ру                                                     |
| Oбъем                       | 36 л                                   | 36 л                                                        |
| Мощность                    | до 2018 л. с.                          | до 2018 л. с.                                               |
| Тяговооружённость           | 0,6 л. с./кг                           | 0,6 л. с./кг                                                |
| Лётные                      |                                        |                                                             |
| Максимальная скорость       | 690 км/ч (7 км)                        | 670 км/ч                                                    |
| Скороподъёмность            | 22,4 м/с                               | -                                                           |
| Время набора                | 5,7 мин (6 км)                         | -                                                           |
| Нагрузка на крыло           | 170 кг/м²                              | 185 кг/м²                                                   |
| Дальность                   | 1,7 тыс. км                            | 1,7 тыс. км                                                 |
| Потолок                     | 12 км                                  | 12 км                                                       |
| Вооружение                  |                                        |                                                             |
| Стрелковое                  | синхр. 2 ед. АП-1 крыльевое 2 ед. АП-2 | крыльевое 2 ед. АП-2 2 ед. АП-1 или 2 ед. АП-1 2 ед. АП-155 |
| Подвесное                   | 2 ед. ОФАБ-250 или 2 ед. ПТБ (200 л)   | 2 ед. ОФАБ-250 или 2 ед. ПТБ (200 л)                        |

## Боевое применение

### Начальный период

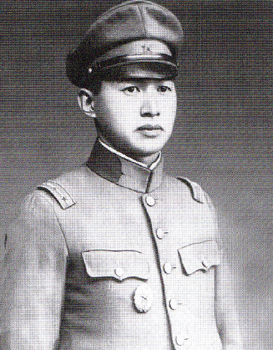
Комэск ИАЭ №22 м-р Д. Ивахаси
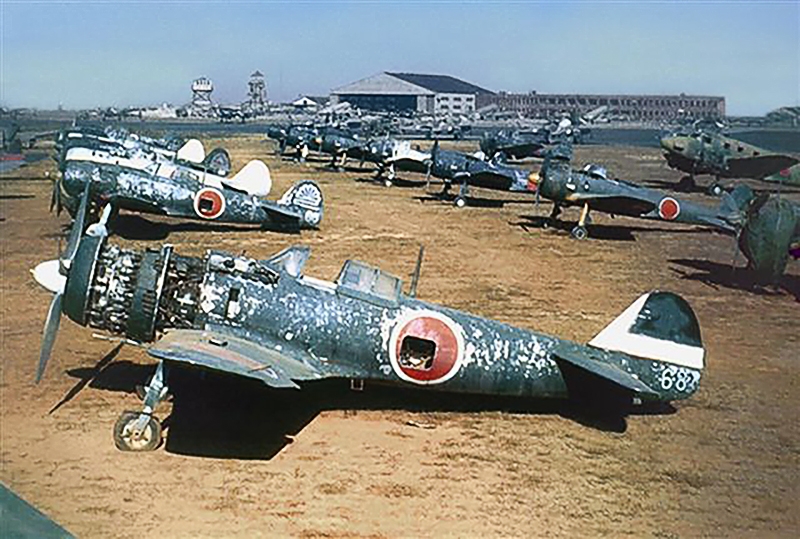
Разоруженные И-1 и И-4 ИАЭ №22 Сухопутных войск

Из машин установочной партии по приказу ГУ авиации Сухопутных войск была сформирована отдельная рота авиации № 22  (яп.  Рикугун дайнидзюни докурицу хикотютай), летчики которой участвовали в испытаниях истребителя до конца 1943 г. Весной 1944 г. Ки.84 был принят на вооружение, одновременно начали формирование и подготовку ИАЭ № 71-73 Сухопутных войск. С весны 1944 г. ОР № 22 была развернута в эскадрилью  (яп.  Рикугун дaйнидзюни хикосэнтай) на военном аэродроме Ханькоу, где летом с ней столкнулись авиаполки 14-й воздушной армии (ВА) Сухопутных войск США. Осенью 1944 г. в рамках оперативного плана Победа-1  (яп.  Сё итиго сакусэн) на арх. Филиппин были переброшены две авиабригады Сухопутных войск (ИАЭ № 51-52, № 71-72-73). Позже силы авиации Сухопутных войск были дополнительно усилены ИАЭ № 1, № 11, № 22 и № 200. В боях авиация Сухопутных войск понесла тяжелые потери, и к концу октября на Филиппинах оставалось не более пятидесяти боеготовых И-4 (менее трети, в ИАЭ № 71 менее роты). Осознавая неизбежность отступления, с начала 1945 г. Ставка начала отвод частей авиации с Филиппин. Весной 1945 г. ИАЭ № 101 и № 103 принимали участие в обороне арх. Рюкю и о. Окинавa, где основной задачей скоростных И-4 стало прикрытие таранных атак камикадзе. С продвижением Вооруженных сил США к метрополии И-4 использовались в системе ПВО, наиболее опытная ИАЭ № 22 была переброшена в Корею. К моменту капитуляции в Сухопутных войсках имелось до двадцати ИАЭ на И-4 (12 в ПВО метрополии, четыре на о. Тайвань, три в Корее, по одной в Маньчжурии и Китае). После капитуляции Японии несколько трофейных ИАЭ на И-4 эксплуатировались ВВС Китайской Народно-освободительной Армии и Гоминьдана. Считается, что последние И-4 были списаны ВВС НОАК в начале 50-х гг. по причине износа.

## Оценка проекта
И-4 имел наилучшие черты предыдущих проектов, включая скорость, боевую маневренность, дальность и вооружение. Максимальная скорость поздних модификаций достигала 660 км/ч, что делало истребитель самым быстрым среди строевых машин Сухопутных войск. И-4 был легок в управлении и доступен для летчиков средней квалификации. Конструкция планера отличалась прочностью, допуская манёвры с высокими перегрузками и высокой скоростью пикирования. И-4 не был лишен недостатков, которые были обусловлены условиями тропической эксплуатации и трудностями производственного характера (низким качеством материалов к концу войны и недостаточной квалификацией мобилизованных рабочих). Авиадвигатель Д-45 имел проблемы чувствительности к октановому числу бензина, качеству свечей и электрооборудования, что ограничивало реальные характеристики в боевых действиях конца войны. При использовании авиабензина с октановым числом 100 и платиновых свечей в летном центре РУ ВВС США трофейные И-4 со снятым вооружением (3,4 т) показали максимальную скорость до 690 км/ч. Специалисты-летчики ВС США склонны были называть И-4 лучшим истребителем Императорской Японии  (англ.).

## Эксплуатанты
Вторая мировая война
 Японская империя
- ВВС Императорской армии Японии

Послевоенный период
 Китай
- ВВС КНР: трофейные самолёты использовались с 1945 до 1950-х гг.

 Китайская Республика
- ВВС Китайской Республики: несколько Ki-84 содержались в резерве на случай прекращения американских поставок.[4]

 Индонезия
- ВВС Индонезии: несколько самолётов были захвачены бойцами индонезийской Армии Национальной Безопасности на бывших японских базах (в частности, Бугис в Маланге, оставленной 18.09.1945). Большинство этих машин было уничтожены в ходе боёв с нидерландскими войсками во время войны за независимость Индонезии 1945–1949 гг.